# Trichosomoides nasalis
Trichosomoides nasalis ist ein parasitisch lebender Fadenwurm, der Mäuseartige befällt.

## Lebenszyklus
Die Larven des Fadenwurms entwickeln sich in der Skelettmuskulatur. Anderes als bei Trichinen kommt es aber nicht zu einem Entwicklungsstillstand im ersten Larvenstadium, sondern zu einer weiteren Entwicklung zu Adulten binnen drei Wochen. Weibchen und Zwergmännchen wandern aus Abdomen und Thorax in die Nasenregion und hier in der Schicht zwischen Bindegewebe und Muskeln, einige auch in den Blutgefäßen der Nasenschleimhaut. In der Lamina propria mucosae sind die Geschlechter noch getrennt. Weibchen die im Epithel der Nasenschleimhaut anzutreffen sind, enthalten dagegen bereits intrauterine Zwergmännchen. Beim befallenen Wirt kommt es zu einer Entzündung der Nasenschleimhaut.